# Jusuf Vrioni
Jusuf Vrioni (ur. 16 marca 1916 na Korfu, zm. 18 czerwca 2001 w Paryżu) – albański dyplomata i tłumacz.

## Życiorys
Był synem Iliasa Vrioniego. Urodził się w rodzinie albańskich emigrantów, którzy z początkiem lat dwudziestych przenieśli się do Beratu. W 1925 jego ojciec został mianowany ministrem pełnomocnym Albanii we Francji i rodzina Vrioni przeniosła się do Paryża. Tam też Jusuf ukończył liceum i studia w paryskiej Wyższej Szkole Handlowej (Grande École des Hautes Études Commerciales). W 1939 powrócił do Albanii, by wkrótce potem wyjechać do Rzymu i kontynuować studia ekonomiczne. Powrócił do Albanii w 1943 i zamieszkał w Hotelu Dajti.
13 września 1947 został aresztowany przez władze komunistycznej Albanii i oskarżony o szpiegostwo i uprawianie wrogiej propagandy. Po długotrwałym śledztwie, w kwietniu stanął przed sądem, który skazał go na 15 lat pozbawienia wolności. Zwolniony z więzienia w 1958, przez kilka miesięcy był internowany w Fierze, tam też na polecenie władz dokonywał tłumaczeń na język francuski. Po zwolnieniu z internowania w 1960 osiadł w Tiranie.
W tym czasie zajął się tłumaczeniem na język francuski materiałów propagandowych, a także dzieł Ismaila Kadare, w tym najsłynniejszego – Generał martwej armii. Do lat 80. nazwisko tłumacza, który rozsławił nazwisko Kadare w Albanii nie było umieszczane w tłumaczeniach, a przez to nie było znane na forum publicznym.
W początkach lat 90. XX w., w okresie transformacji ustrojowej Vrioni kierował działającą w Albanii filią Komitetu Helsińskiego. Opuścił Albanię w 1997, w czasie kryzysu piramidowego i osiedlił się w Paryżu. W 1998 otrzymał nominację na ambasadora Albanii przy UNESCO. 22 maja 1998 z rąk prezydenta Jacques'a Chiraca otrzymał francuską Legię Honorową V klasy.
Pośmiertnie otrzymał tytuł Honorowego Obywatela Beratu. W 2006 albańskie ministerstwo kultury ufundowało nagrodę im. Jusufa Vrioniego, przyznawaną corocznie najlepszym tłumaczom albańskim.